# یازدوویتسه
یازدوویتسه (به لاتین: Jazdowice) یک روستا در لهستان است که در گمینا سوابوشوو واقع شده‌است. یازدوویتسه ۱۳۰ نفر جمعیت دارد.